# Bruno Mauricio de Zabala

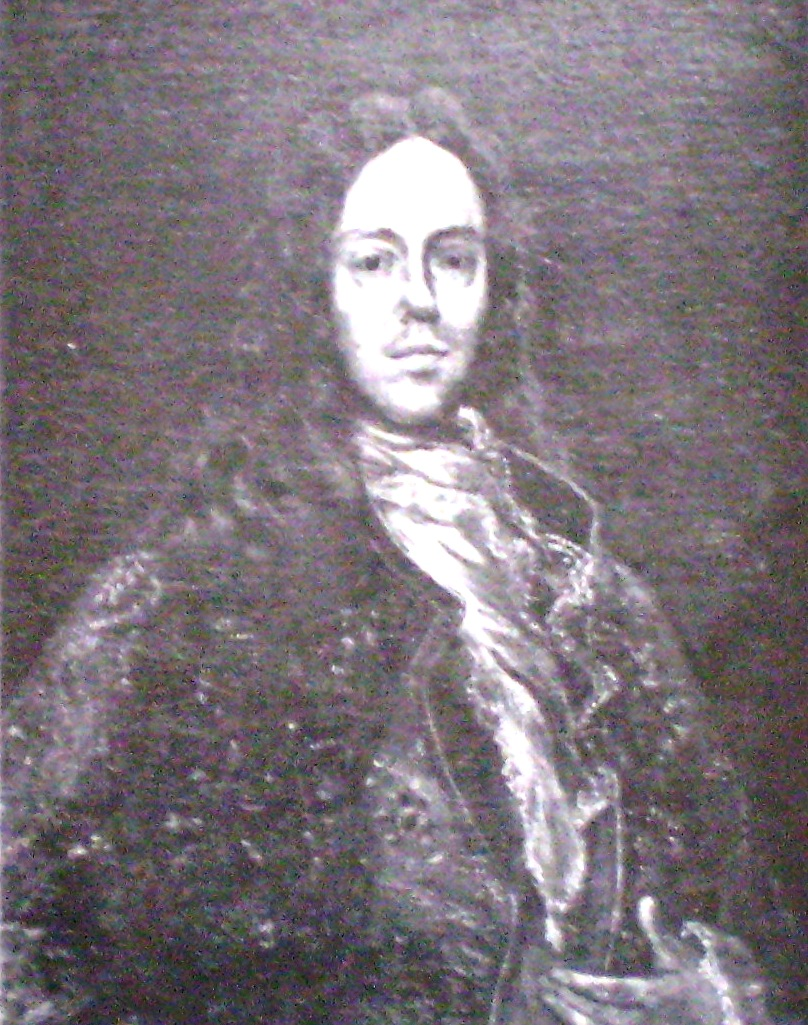
Bruno Mauricio de Zabala

Bruno Mauricio de Zabala (* 6. Oktober 1682 in Durango, Spanien; † 31. Januar 1736 im Río Paraná) war ein spanischer Militär, der verschiedene Positionen innerhalb der Kolonial-Verwaltung innehatte.

## Leben
Geboren wurde er im damaligen Vorort Zabala am Rande der Stadt Durango in der Provinz Biskaya. Sein Geburtshaus, der Palacio de los Zabala, ist dort bis heute erhalten geblieben.

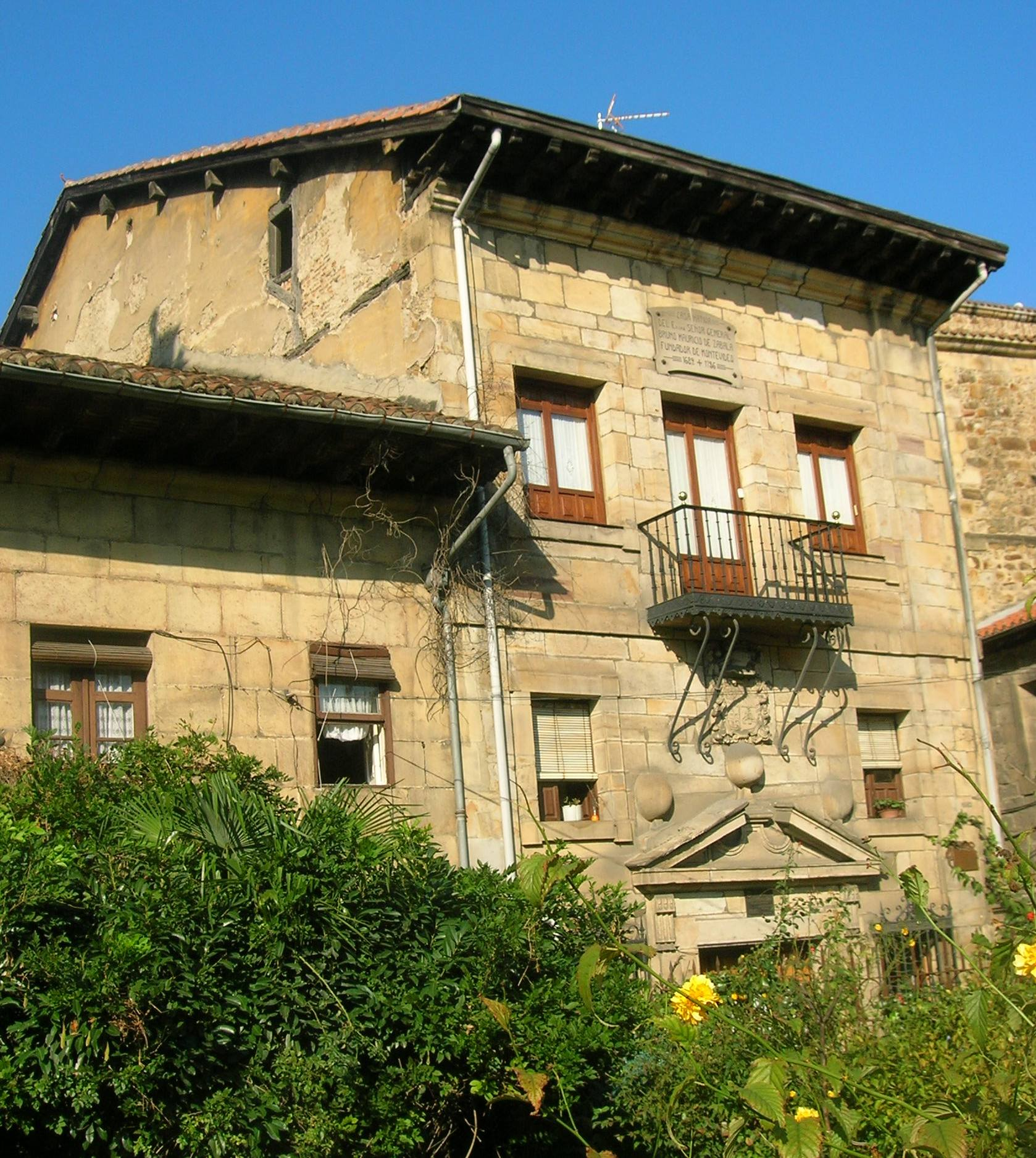
Geburtshaus Zabalas

Er nahm am Spanischen Erbfolgekrieg an der Seite von Philipp V. von Anjou teil und wurde am 11. Juli 1717 zum Capitán General del Río de la Plata (Gouverneur des Río de la Plata) ernannt. Diese Position hatte er bis 1734 inne. Als solcher nahm er den Kampf gegen die Piraterie auf und sah sich zudem mit den Portugiesen konfrontiert, die sich die Vorherrschaft am Ufer des Río de la Plata zu sichern beabsichtigten.
Um die Region vor den Angriffen der Portugiesen zu sichern, errichtete er 1726 eine Festung, die den Grundstein für die Gründung der späteren uruguayischen Hauptstadt Montevideo bildete.
Nach ihm ist der Plaza Zabala in Montevideo benannt.